# María Gabriela Isler
María Gabriela de Jesús Isler Morales (Valencia, 21 marzo 1988) è una modella venezuelana incoronata Miss Guárico 2012, Miss Venezuela 2012 e Miss Universo 2013.

## Biografia
È stata incoronata il 9 novembre 2013 Miss Universo 2013.
È la protagonista della campagna pubblicitaria di Yamamay per la linea beachwear 2014.